# Palais de Sanam Chan
Le palais de Sanam Chan est situé derrière le Phra Pathom Chedi à Nakhon Pathom, en Thaïlande. Il a été construit à partir de 1902, durant le règne de Rama V. Le futur roi Vajiravudh (Rama VI), alors prince royal, avait acheté la terre près de l'étang de Chan (Sanam Chan) pour construire un palais, et l'avait appelée palais de Sanam Chan d’après le nom de l'étang. 
Le palais de Sanam Chan comporte une salle du trône ainsi que d'autres structures comme le Tap Kaew, Tap Kwan, Mareeratcharatta Ballang, Chalee Mongkhon-ard, Sala long Song, un théâtre, la gare de Sanam Chan et le bâtiment de Phra Kam Sakkhee.
Actuellement, une partie du palais de Sanam Chan est la résidence du vice-gouverneur de la province de Nakhon Pathom, alors que les autres forment une partie de l'université de Silapakorn, campus de Tap Kaew. Ces bâtiments sont ouverts au public.

## Histoire
Le Roi Rama VI se rendait compte de l'importance religieuse et culturelle de Nakhon Pathom. C'était également un endroit stratégique et pouvant être facilement défendu, alors que la Thaïlande était confrontée aux menaces des puissances occidentales et Nakhon Pathom jouait le rôle d'une seconde capitale.
Le Roi Rama VI plus tard créa les corporations des tigres sauvages, organisation composée de  civils pour la défense du pays. Il transforma le palais en camp de formation pour les corporations des tigres sauvages.
Le Roi Rama VI est venu résider au palais de Sanam Chan chaque année, et il y a achevé beaucoup de travaux littéraires, comme le « Thao Saen Pom » et sa traduction de « Roméo et Juliette ».
Le 24 novembre 1982, les habitants de Nakhon Pathom ont érigé une statue à la mémoire du Roi Rama VI dans le secteur du palais de Sanam Chan.

## Résidence Chalee Mongkhon-ard

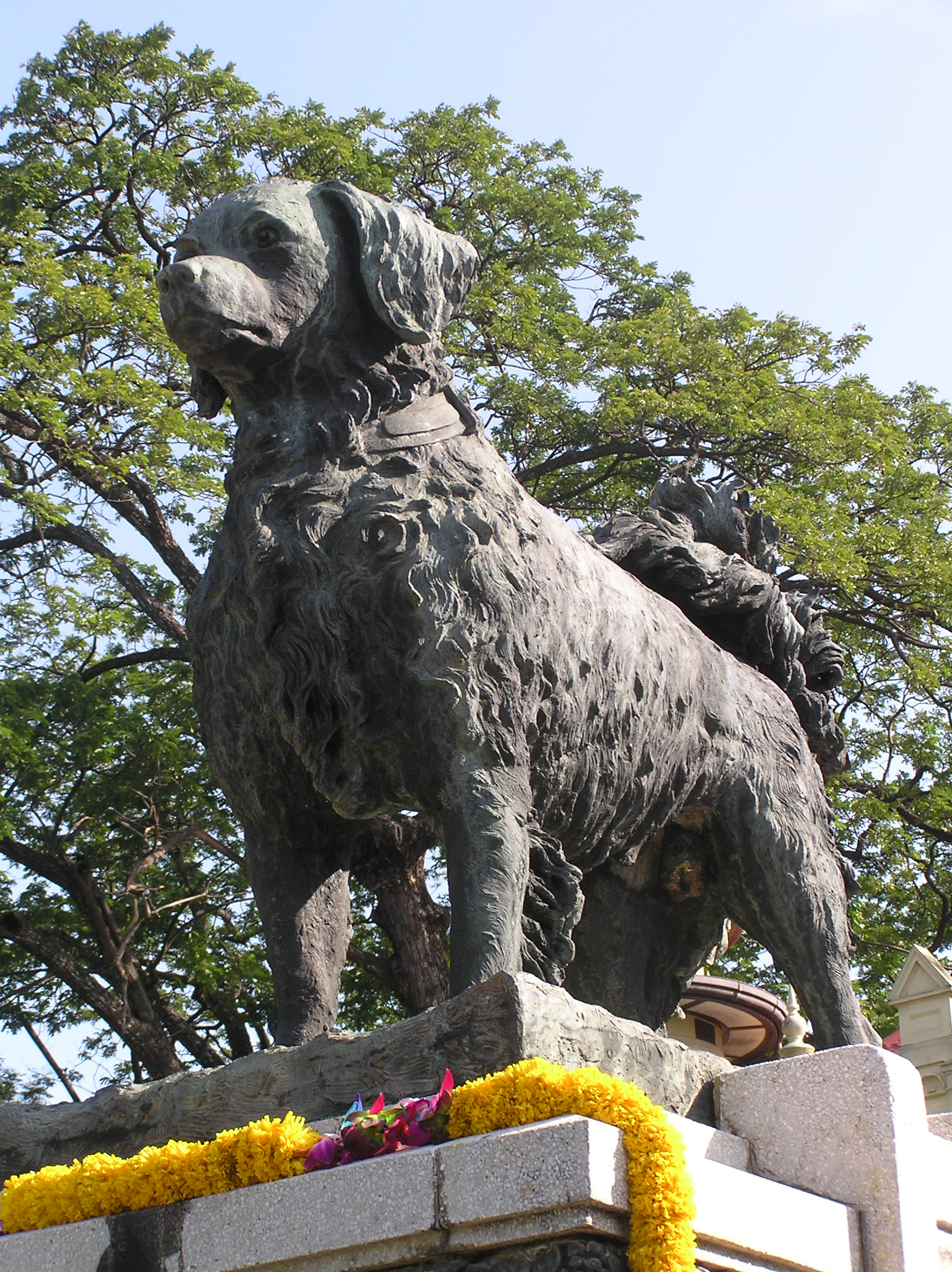
Le chien de Rama VI

La résidence Chalee Mongkhon-ard était la résidence du Roi Rama VI, la cérémonie d’inauguration le palais ayant eu lieu en 1917. Il est maintenant ouvert de public tous les jours.
L'architecture est romantique, avec des influences de la Renaissance française et du modèle à colombage de l'Angleterre, modifié pour convenir au climat thaï. 
Le bâtiment de deux étages est peint couleur d'œuf, avec un toit couvert de tuiles rouges. Il y a deux salles aux niveaux supérieurs, une chambre à coucher et une étude. Un balcon semi- circulaire  dépasse de chaque pièce. Là aussi deux salles sur le rez-de-chaussée, entouré par une véranda. 
Chalee Mongkhon-ard est situé au sud d'une grande pelouse. En 1915, il a été renommé « Chalee Mongkhon-ard ». Le mot Chalee vient de « Jarlet », le nom du chien préféré du Roi Rama VI. Il y a une statue de cuivre du chien devant le Hall. 
Le Roi Rama VI employait ce hall la plupart du temps quand il rendait visite à des troupes des corporations des tigres sauvages et pour des d’autres fonctions royales. À beaucoup d'occasions, le Hall a été employé par le roi en accordant des assistances aux ambassadeurs et aux membres de la redevance. Le rez-de-chaussée a une fois utilisé au bureau du journal Dusit Smith.

## Résidence Tap Khwan

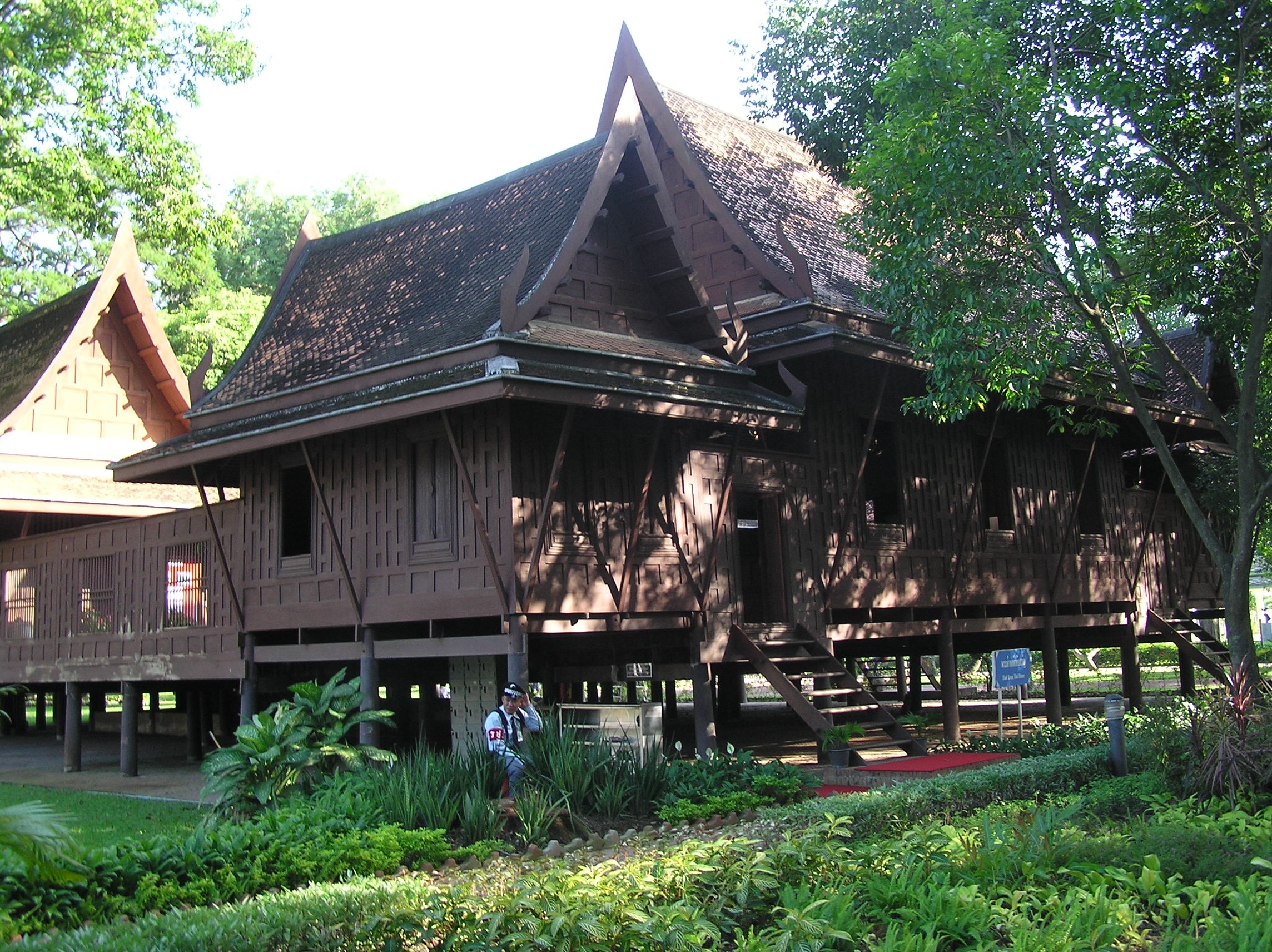
Le Tap Khwan

La résidence Tap Khwan est un beau bâtiment de style Thaï entouré par plusieurs grands et nombreux arbres, y compris Chan, Champee et Nang Yaem. Le Roi Rama VI a construit le Tap Kwan en même temps que le Tap Kaew, de style occidental, qui se trouve de l'autre côté de la route. La cérémonie d'inauguration pour le Tap Khwan a été tenue en 1911. Il est maintenant ouverte de public.
Le Tap Khwan est un groupe de huit bâtiments, quatre d'entre eux grands et orientés vers les quatre directions de la boussole. Elles se composent des deux dortoirs, d'un hall et d'une cuisine. Les quatre plus petits bâtiments aux quatre coins consistent en une volière, des quarts des domestiques et une réserve. Les huit bâtiments sont reliés par une véranda. Tous les bâtiments, y compris la véranda, sont construits avec du teck. La construction est par les méthodes traditionnelles antiques et est de haute qualité. Le toit est couvert de feuilles de paume. Ces bâtiments thaïs sont uniques et fournissent un bon exemple de modèle de construction thaïe pour la jeune génération de la Thaïlande. 
Le Tap Khwan a été employé comme sièges sociaux du champ de la compagnie des corporations des sauvages de tigre et le Roi Rama VI restait ici pendant les manœuvres. Le Tap Khwan a subi des rénovations et la princesse Maha Jakri Sirindhorn présida aux célébrations le 30 mars 1984.
La société des architectes thaïs a attribué le prix du Tap Khwan pour la conservation de la catégorie thaïe traditionnelle d'architecture pendant cette année.